# Walter Weber (Diplomat, 1934)
Walter Weber (* 24. Juli 1934 in Radelübbe) ist ein ehemaliger deutscher Diplomat. Er war Botschafter der DDR in Kolumbien und Ecuador.

## Leben
Weber besuchte von 1951 bis 1955 die landwirtschaftlichen Fachschulen in Lübtheen und Ludwigslust. Anschließend studierte er von 1957 bis 1959 am Institut für Ökonomie in Neugattersleben. Sein Studium schloss er als Diplomagronom ab. Weber arbeitete in der Landwirtschaft und im Staatsapparat, absolvierte 1964 bis 1967 zunächst ein Studium an der Parteihochschule der SED mit Abschluss als Diplomgesellschaftswissenschaftler und schloss 1972 dann noch ein Studium der Außenpolitik an der Deutschen Akademie für Staats- und Rechtswissenschaft ab. Von 1967 bis 1972 fungierte er als Erster Stellvertreter des Vorsitzenden des Rates des Kreises Hagenow.
1973 trat er in den Diplomatischen Dienst der DDR. Er war wissenschaftlicher Mitarbeiter im Ministerium für Auswärtige Angelegenheiten der DDR. Von Juli 1973 bis 1980 war er Botschafter der DDR in Bogotá und von  Januar 1974 bis November 1975 zusätzlich – als erster Botschafter der DDR – auch in Ecuador akkreditiert. Von 1980 bis 1990 leitete er die Abteilung Landwirtschaft im Rat des Kreises Hagenow.